# Igel Bálint
Igel Bálint (Brassó, 1683. február 1. – 1751. február 3.) evangélikus lelkész, brassói tanácsos fia.

## Életpályája
Miután gimnáziumi tanulmányait szülővárosában elvégezte, 1706-ban a jenai egyetemen tanult, ahonnét 1710-ben tért vissza Brassóba. Itt 1719 novemberében városi prédikátorrá, 1735. szeptember 7-én pedig városi lelkésszé léptették elő. 1746 tavaszától egy évig egyszersmind barcasági dékán is volt. 1748-ban nyugalomba vonult.

## Munkái
- De Conferendae Salutis Modo. Salvus fit Homo hoc modo. Tit. 3., 4-7. Respond... rosis ipsis. Non Jul. A. h. s. III. Coronae, 1704. (Fronius Markus, tusculanae Heltesdenses V.)
- Erste und letzte mit Thränen benetzte Ehrensäule des Hrn. Lucas Seuler von Seulen herzlich geliebten Kindern: Anna Katharina, justina und Joseph Gottsmeister v. Seulen, welche alle 3 im Jahre Christi 1723 innerhalb 8 Tagen in Kronstadt sanft und selig verschieden, auch in dasigne Cathedralkirche beigesetzt worden. Uo. 1723. (Tartler Márk és Barbenius János beszédével és mások költeményével együtt.)
- Der nach dem Exempel Jesu Christi Gott aufgeopferte Wille eines leidenden und sterbenden Christen bei schristlicher Leichbestattung Hrn. Lucas Seuler v. Seulen, Communitätsorators 1733 den 15. Sept. in damaliger Leichenpredigt aus Matth. 26, 39, 42. 44. bei volkreicher Versammlung vorgetragen. Uo. 1733.